# Trasa Kwiatkowskiego
Trasa im. Eugeniusza Kwiatkowskiego (Trasa Kwiatkowskiego) - là một đường cao tốc ở Gdynia được đặt theo tên của Eugeniusz Kwiatkowski, nối Cảng Gdynia với đường vành đai Tromatic (Obwodnica Trójmiejska) và đường cao tốc A1. Hiện tại con đường này dài 5,4 km và được hoàn thành sau 34 năm xây dựng.

## Xây dựng

### Giai đoạn 1 của công trình
Xây dựng bắt đầu vào ngày 30 tháng 8 năm 1974. Theo kế hoạch ban đầu, tuyến đường được cho là kết nối đường Piotra Ściegienenego ở Leszczynkach với đường Czerwonych Kosynierów (hiện là đường Morska), đường Marchlewskiego (hiện là đường Janka Wiśniewskiego), đường Wincentego Gruny (hiện tại là đường Adm. Unruga) ở Obłużu và đường płk. Dąbka. Trong những năm sau đó, một kết nối với Obwodnica Trójmiejska đang được xây dựng.

### Giai đoạn 2 của công trình
Năm 1995, một quyết định đã được đưa ra để tiếp tục dự án cũng như hiện đại hóa các phần đường hiện tại. Vào ngày 13 tháng 11 năm 1998, sau 22 năm xây dựng, Trasa Kwiatkowskiego đã được mở để lưu thông từ đường Morską đến đường płk. Dąbka, tổng chiều dài là 2.316 km.

### Giai đoạn 3 của công trình
Năm 2005, Ủy ban Châu Âu đã đồng ý giúp tài trợ cho phần còn lại của Trasa Kwiatkowskiego, cụ thể là, kết nối của tuyến đường hiện tại đến Obwodnica Trójmiejska. Trong cùng năm đó, việc chặt cây trên tuyến đường được bắt đầu vì phần lớn nó đi qua Công viên quốc gia Tromatic cũng như nhiều đường đi xe đạp và đường đi bộ. Đấu thầu đã được mở và hồ sơ dự thầu từ các công ty đã được nhận. Vào tháng 3 năm 2006, Warbud SA đã được chọn để hoàn thành việc xây dựng.
Việc xây dựng giai đoạn 3 chính thức bắt đầu vào ngày 21 tháng 8 năm 2006 và hoàn thành vào tháng 3 năm 2008. Tuyến đường được mở vào ngày 12 tháng 6 năm 2008 